# Alone (chanson de The Cure)
Pour les articles homonymes, voir Alone.
Singles de The Cure
The Perfect Boy
(2008) A Fragile Thing
(2024)
Clip vidéo
[vidéo] « Alone (Official Lyric Video) », sur YouTube
Pistes de Songs of a Lost World
And Nothing Is Forever
Alone est une chanson du groupe britannique The Cure, écrite et composée par Robert Smith, sortie en single le 26 septembre 2024 et figurant sur l'album Songs of a Lost World.
Cette sortie marque la première publication d'un enregistrement en studio d'une chanson originale du groupe en 16 ans. Il s'agit du premier extrait de l'album Songs of a Lost World qui sort le 1er novembre 2024 et succède à 4:13 Dream commercialisé le 28 octobre 2008.
Accueillie avec enthousiasme par les fans, Alone reçoit un excellent accueil critique à travers le monde et figure en bonne place dans le classement des meilleures chansons de l'année de plusieurs médias spécialisés.

## Contexte
Alone est jouée pour la première fois sur scène  à Riga en Lettonie le 6 octobre 2022, première date de la tournée européenne Shows of a Lost World que le groupe entreprend alors. C'est la chanson d'ouverture des concerts sur toute la tournée, de même lors de son prolongement en Amérique du nord et en Amérique latine en 2023,.
D'une durée de près de 7 minutes, avec une longue introduction instrumentale, c'est une chanson où, selon le journaliste Thomas Richet dans Télérama, le  groupe « retrouve les atmosphères à la fois épiques et claustro de Disintegration » avec « des batteries martiales, filets de guitares, cascades de pianos, rythme lent et menaçant ». 
Choisie comme première piste de l'album Songs of a Lost World, Robert Smith en souligne l'importance en dévoilant que « c'est la chanson qui a débloqué l'album »,.

« Dès qu’on a enregistré cette pièce, je savais que ce serait la chanson d’ouverture, et je sentais que l’album prendrait tout son sens. J’avais du mal à trouver la bonne première phrase de la bonne première chanson, mais j’ai longtemps joué avec l’idée très simple d’être ‘seul’. Dans un coin de ma tête, j’avais ce sentiment narguant que je savais déjà ce que la première phrase devait être. Dès qu’on a terminé d’enregistrer, je me suis souvenu du poème Dregs, du poète anglais Ernest Dowson… et ce n’est que là que j’ai senti que la chanson, et l’album, étaient vrais. »

— Robert Smith
Au sujet de l'inspiration, il précise:

« Je passe beaucoup de temps à me promener la nuit, à observer le ciel, souvent avec un feu qui scintille non loin. Au fur et à mesure que les flammes s’éteignent, les étoiles disparaissent et l’aube commence à émerger, il y a toujours un moment où je ne peux m’empêcher d’être submergé par un sentiment de grande solitude, de solitude absolue… C’est ce sentiment que j’ai essayé de capturer sur Alone. »

La DJ et journaliste britannique Mary Anne Hobbs a la primeur de la diffusion de Alone dans son émission radiophonique matinale sur BBC Radio 6 Music,.
A l'écoute de ce nouveau titre, les fans réagissent très positivement sur les réseaux sociaux.

## Remixes
Alone sort uniquement en single numérique en septembre 2024. Mais à l'occasion du Record Store Day, le 12 avril 2025, la chanson fait l'objet d'un remix réalisé par Four Tet gravé sur un support vinyle 30 centimètres à face unique dont l'intégralité des droits d'auteur est reversée à l'ONG Médecins sans frontières.
Ce remix apparaît ensuite sur l'album Mixes of a Lost World, sorti le 13 juin 2025, avec deux autres relectures de la chanson de la part de Shanti Celeste et Ex-Earter Island Head. 

## Classements annuels dans les médias
- Consequence : 12e dans les 200 meilleures chanson de 2024[15].
- The Guardian : 11e dans les 20 meilleures chansons de 2024[16].
- The Independent : 6e dans les 20 meilleures chansons de 2024[17].
- NME : 19e dans les 50 meilleures chansons de l'année[18].
- Paste : 47e dans les 100 meilleures chansons de 2024[19].
- Pitchfork : 15e dans les 100 meilleures chansons de 2024[20].
- Stereogum : 11e dans les 50 meilleures chansons de 2024[21].